# Rijkevorsel
Rijkevorsel (nederländskt uttal: [ˌrɛi̯kəˈvɔrsəl]) är en stad och kommun i provinsen Antwerpen i regionen Flandern i Belgien. Kommunen består av städerna Rijkevorsel, Achtel, Sint-Jozef-Rijkevorsel och Gammel. Rijkevorsel hade 11 922 invånare (2017). Den totala ytan är 46,79 km² vilket ger en befolkningstäthet på 255 invånare per kvadratkilometer.

## Kända personer med anknytning till Rijkevorsel
- AC Zimi, författare
- Aster Berkhof, författare
- Leo Pleysier, författare
- George Kooymans, kompositör, musiker, producent, gitarrist